# Доля людини
«Доля людини» (англ. The Fate of Man) — книга англійського письменника Герберта Веллса. Вперше видана у 1939 році. Книга складається з 26 розділів. В книзі широко висвітлюються права людини та цивілизаційні процеси.

## Розділи
1. Попереднє твердження
2. Біологія захоплює історію
3. Як зберігається вид
4. Історична екологія
5. Союз зараз?
6. Що таке демократія?
7. Де демократія?
8. Що людина повинна вчити
9. Зразок покоління
10. Оцінка щастя
11. Дослідження вихідних сил
12. Єврейський вплив
13. Крістемдом
14. Що таке протестантизм?
15. Нацистська релігія
16. Тоталітаризм
17. Британська олігархія
18. Шинтоїзм
19. Китайська точка зору
20. Підлеглі люди
21. Комунізм та Росія
22. Американський менталітет
23. Три актори будь де
24. Підсумок
25. Неможливість утопізму
26. Декадентський світ